# عسل‌خوار کوتوله سرخ
عسل‌خوار کوتوله سرخ (نام علمی: Myzomela sanguinolenta) پرندهٔ کوچکی از گنجشک‌سانان و از تیرهٔ عسل‌خوار و بومی استرالیا است. این پرنده در سال ۱۸۰۱ توسط پرنده‌شناس انگلیسی جان لاثام توصیف شد. این پرنده با ۹ الی ۱۱ سانتیمتر طول کوچکترین عسل‌خوار استرالیا است. این پرنده دارای دودیسی جنسی است یعنی پرنده نر و ماده از نظر ظاهری کاملاً با هم متفاوتند. پرنده نر به رنگ قرمز روشن با بال‌هایی برنگ سیاه است در حالی که پرنده ماده کاملاً برنگ قهوه‌ای است. این پرنده بیشتر آوازخوان است تا عسل‌خوار و آوازهای متفاوتی از او شنیده شده‌است از جمله صدایی شبیه زنگ.
این پرنده در بیشتر مناطق خطوط ساحلی شرقی از شبه‌جزیره کیپ یورک در شمال دوردست گرفته تا گیپس‌لند در ویکتوریا دیده شده‌است.

## توصیف
این پرنده کوچکترین عسل‌خوار بومی استرالیا است، عسل‌خوار کوتوله سرخ پرنده متمایزی با بدن جمع‌وجور، دم کوتاه، نوک نسبتاً دراز سیاه‌رنگ خم‌شده به طرف پایین و عنبیهٔ برنگ قهوه‌ای تیره است. طول آن بین ۹ تا ۱۱ سانتی‌متر، متوسط پهنای بالش ۱۸ سانتی‌متر و وزن ۸ گرم است. طول بال‌هایش به نسبت اندازه‌اش نسبتاً دراز است، زمانی که بال‌ها بسته می‌شوند، درازترین پرهای اصلی به بیش از نیمی از طول دم می‌رسند. این پرنده دارای دودیسی جنسی است و پرندهٔ نر رنگ بسیار روشن‌تری نسبت به پرندهٔ ماده دارد.